# Ranunculus fluitans
Ranunculus fluitans es una especie de la familia de las Ranunculáceas

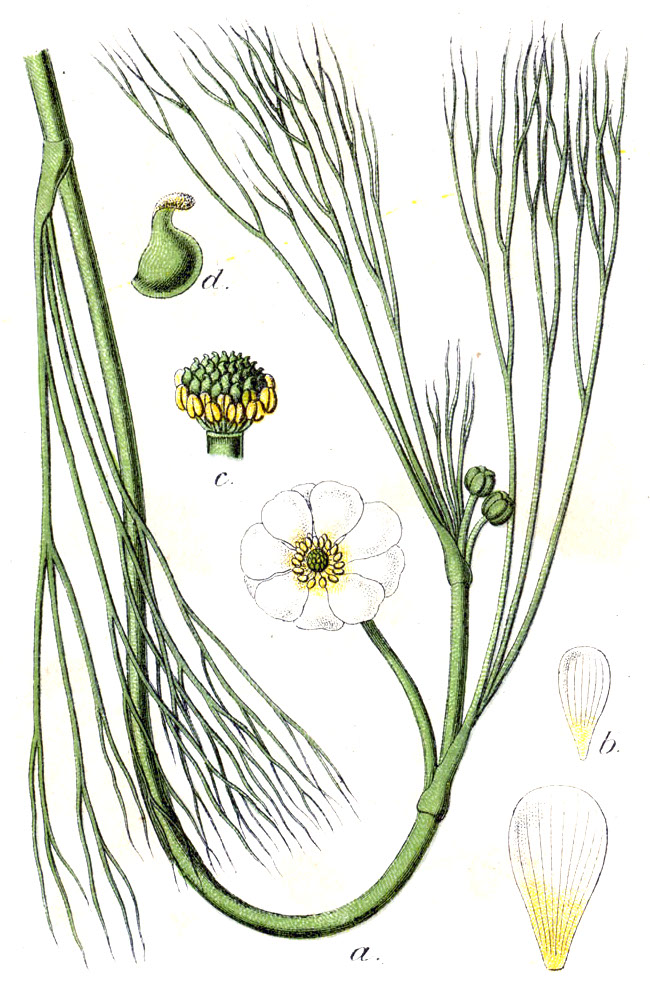
Ilustración

## Descripción
Planta acuática sumergida, perenne, sin hojas flotantes, con hojas sumergidas 8-30 cm más largas que los entrenudos del tallo, que se derrumban cuando se sacan del agua. Flores blancas de 2-3 cm de diámetro. Difiere de Ranunculus baudotii y Ranunculus omiophyllus en su receptáculo casi glabro. Florece en primavera y verano.

## Hábitat
En aguas de curso rápido.

## Distribución
En centro y oeste de Europa.

## Taxonomía
Ranunculus fluitans fue descrita por Jean-Baptiste Lamarck y publicado en Fl. Franç. (Lamarck) 3: 184. 1779
Etimología
Ver: Ranunculus
Sinonimia
- Batrachium bachii Wirtg. ex F.W.Schultz
- Batrachium fluitans Wimm.
- Batrachium peucedanifolium Dumort.
- Batrachium pumilum Nyman[2]

Híbridos
- Ranunculus × kelchoensis S.D.Webster (1990) - hibrida con Ranunculus peltatus Moench Methodus (Moench) (1794)
- Ranunculus × bachii Wirtgen (1845) – hibrida con Ranunculus trichophyllus Chaix (1785) :[3][4]